# Rue Hippolyte-Flandrin
La rue Hippolyte-Flandrin est une voie du quartier Saint-Vincent dans le 1er arrondissement de Lyon, en France.

## Situation et accès

### Situation
La rue débute rue Sergent-Blandan, elle est ensuite traversée par les rues de la Martinière et des Augustins, et se termine rue d'Algérie. La circulation se fait dans le sens inverse de la numérotation avec un stationnement cyclable à l'angle de la rue Blandan.

### Accès
De la rue Sergent-Blandan à la rue de la Martinière, le stationnement est d'un seul côtétandis que de la rue de la Martinière à la rue des Augustins, ce sont des terrasses de bar qui occupent le côté de la rue. 

## Origine du nom
Hippolyte Flandrin (1809-1864) est un peintre lyonnaisdont la statue orne la fontaine de la place des Jacobins,. Il est l'auteur de plusieurs tableaux célèbres comme le portrait de Napoléon III et le jeune homme nu assis au bord de la mer. Le musée des Beaux-Arts de Lyon conserve des œuvres comme Dante aux enfers et le jeune Berger assis.

## Histoire

### Dénominations successives
Dans un plan de 1540, elle porte le nom de rue des Auges. Elle relie alors la rue Saint-Marcel (rue Sergent-Blandan actuelle) et la rue des Augustins.  
En 1740, elle s'appelle rue Neuve-des-Carmes car proche du couvent des Grands Carmes et des travaux qui en font une rue nouvelle.  
Elle s'appelle rue des Bouchers à partir de 1810 parce qu'il y en a beaucoup de personnes qui exerçaient ce métier dans cette rue proche de la boucherie des Terreaux.  
Le 16 décembre 1864, la rue reçoit le nom d'Hippolyte Flandrin par décision du conseil municipal, le peintre étant né dans cette rue au no 60 rue des Bouchers. 

### Prolongement au XIXème siècle
Dans les années 1830, il est prévue que la rue Casse-Froide, qui reliait la rue des Augustins et la rue d'Algérie, soit supprimée et que la rue des Bouchers soit élargie et prolongée au sud. 
Le projet n'est dans un premier temps pas réalisé ; mais la rue d'Oran, créée après la destruction de la boucherie des Terreaux en 1839, est tracée dans l'axe de la rue des Bouchers.
Le projet est relancé dans le cadre des grands travaux du préfet Vaïsse dans les années 1850. IL n'est toutefois complètement réalisé qu'au tout début du XXe siècle.

### XXIème siècle
En 2022, dans le cadre d’un plan de réaménagement des abords de la place Sathonay voisine, la rue est végétalisée et ses trottoirs sont élargis.